# Ochotona rutila
Ochotona rutila es una especie de mamífero de la familia Ochotonidae.

## Distribución geográfica
Se encuentra en Kazajistán, Kirguistán, Tayikistán, Uzbekistán y, posiblemente, en  Afganistán y la China.